# Laura Cima
Laura Cima (Torino, 4 agosto 1942) è una politica italiana.

## Biografia
Laureatasi in lettere e filosofia all'Università degli Studi di Torino, si specializzò successivamente in sociologia. Partecipò attivamente al movimento del Sessantotto e fu un'attivista femminista. In quest'ambito nel 1976 fu tra le organizzatrici della prima manifestazione femminile per la libertà d'aborto. In quegli anni si avvicinò al movimento di Lotta Continua, allontanandosi successivamente in contrasto con la linea politica intrapresa. Nei primi anni ottanta fu tra le fondatrici del Sole che ride, primo partito ecologista italiano che si rifaceva all'omonimo movimento danese.
Nel 1993 venne nominata assessore presso il comune di Moncalieri e successivamente ricoprì la carica di vicesindaco. A livello nazionale fu eletta una prima volta alla Camera con la lista della Federazione dei Verdi nelle elezioni politiche del 1987 e successivamente nel 2001 col Movimento per l'Ulivo.

### Vita privata
È madre di due figli.